# Caleta Norton
La caleta Norton (51°52′S 58°51′O / -51.867, -58.850) es una entrada de mar que se encuentra en el centro de la isla Soledad del archipiélago de las Malvinas. Administrativamente pertenece al departamento Islas del Atlántico Sur de la provincia de Tierra del Fuego, Antártida e Islas del Atlántico Sur.
Esta caleta tiene la forma de una letra "T" y se ubica hacia el fondo del seno Choiseul y sobre su costa septentrional. Además se encuentra a la entrada del puerto Darwin, al este de las islas Flecha y al sudeste de la punta Sátira.